# Джон Уилям Уотърхаус
Джон Уилям Уотърхаус (на английски: John William Waterhouse), член на Кралската академия по изкуствата (6 април 1849 – 10 февруари 1917), е английски художник, известен с работата си в стила на прерафаелитите. Той работи няколко десетилетия след разпадането на Братството на прерафаелитите, достигнало своя разцвет в средата на деветнадесети век, и затова неговият стил се нарича „модерен прерафаелит“. Творбите му са характерни със своите изображения на жени от древногръцката митология и легендата за Артур и показват стилистично влияние не само от страна на прарафаелитите, но и от неговите съвременници импресионистите.
Роден в Италия от английски родители художници, той по-късно се мести в Лондон, където се записва в Кралската академия на изкуствата. Скоро започва да участва в годишните летни изложби на академията, като се фокусира върху създаването на големи платна, изобразяващи сцени от ежедневния живот и митологията на древна Гърция. По-късно възприема художествения стил на прерафаелитите, въпреки че е излязъл от мода на британската арт сцена няколко десетилетия преди това.
Макар и да не е толкова добре познат като ранни художници прерафаелити като Данте Габриел Росети, Джон Миле и Уилям Холман Хънт, работата на Уотърхаус днес е изложена в няколко големи британски художествени галерии, а през 2009 година Кралската академия на изкуствата организира голяма ретроспекция на работата му.

## Биография

### Ранни години
Уотърхаус е роден в Рим в семейството на английски художници Уилям и Изабела Уотърхаус през 1849 г. През същата година на лондонската арт сцена излизат прерафаелитите, включително Данте Габриел Росети, Джон Миле и Уилям Холман Хънт и я завземат. Точната дата на раждането му не е известна, въпреки че е бил кръстен на 6 април, а изучаващият работата му Питър Трипи смята, че той е роден между 1 и 23 януари. Ранните години от живота му в Италия вероятно са една от причините много от по-късните му картини да са върху теми от Древен Рим или взети от римската митология.
Когато той е на пет години, семейството се премества в лондонския квартал Южен Кенсингтън, близо до новопостроения Музей Виктория и Албърт. Уотърхаус или „Нино“ по артистичен псевдоним бил насърчаван да рисува, а често и да скицира произведения от Британския музей и Националната галерия. През 1871 той е приет да учи в Кралската академия, първоначално скулптура, преди да премине към живописта.

### Ранна кариера
Ранните му работи са на класически теми в духа на Лорънс Алма-Тадема и Фредерик Лейтън. Тези ранни творби били изложени в галерия Дъдли и в Дружеството на британските художници. През 1874 Уотърхаус представя на лятната изложба на Кралската академия по класическа алегория „Сън и неговият полубрат Смърт“. Картината е много добре приета и той участва в изложбите на Академията почти всяка година без 1890 и 1915 докато е жив. Той получава кураж след като през 1876 г. излага картината After the Dance и му се отделя главно място във всяка следваща лятна изложба на академията. Вероятно в резултат на това картините му стават все по-големи по размер.

### Късна кариера
През 1883 г. се жени за Естър Кенуорти, дъщеря на преподавател по изобразително изкуства в Илинг, която вече е излагала свои картини в Кралската академия. Те имат две деца, които умират малки. През 1895 г. Уотърхаус е избран за пълноправен член на Кралската академия. Той преподава в Художествената гимназия Сейнт Джон Ууд и става част от Съвета на Кралската академия.
Една от най-известните му картини е The Lady of Shalott, която разказва за Илейн от Астолат, която умира от мъка, защото Ланселот не отговаря на чувствата ѝ. Уотърхаус създава три картини с нейния образ през 1888, 1894 и 1916 г. Друг любим герой на твореца е Офелия, а най-известната от неговите картини с Офелия я изобразява точно преди смъртта ѝ, поставяйки цветя в косата си докато седи върху клон от дърво, надвесено над езеро. Той се вдъхновявал от картини, посветени на Офелия от Данте Габриел Росети и Джон Миле. Представя картината Офелия, нарисувана през 1888, за да получи дипломата си от Кралската академия. След това картината е изгубена чак до 20 век, а днес е в колекцията на Лорд Лойд-Уебър. Уотърхаус рисува Офелия отново през 1894, 1909 и 1910 г. и планира още една картина от поредицата, наречена „Офелия в двора на църквата“ („Ophelia in the Churchyard“).
Уотърхаус не успява да завърши серията с Офелия, защото се разболява тежко от рак през 1915 г. и умира две години по-късно. Гробът му е на гробището Кенсал-грийн в Лондон.

## Галерия
Джон Уотърхаус създава общо 118 картини.

### 1870
- Undine
1872
- Gone, But Not Forgotten
1873
- The Unwelcome Companion--A Street Scene in Cairo
1873
- La Fileuse
1874
- In the Peristyle
1874
- Miranda
1875
- A Sick Child brought into the Temple of Aesculapius
1877
- The Remorse of the Emperor Nero after the Murder of his Mother
1878

### 1880
- Dolce far Niente
1880
- Diogenes
1882
- The Favourites of the Emperor Honorius
1883
- Consulting the Oracle
1884
- Saint Eulalia
1885
- Magic Circle
1886
- The Lady of Shalott
1888
- Cleopatra
1888
- Ophelia
1889

### 1890
- A Roman Offering
1890
- Circe Offering the Cup to Ulysses
1891
- Ulysses and the Sirens
1891
- Danaë
1892
- Circe Invidiosa
1892
- A Naiad or Hylas with a Nymph
1893
- La Belle Dame sans Merci
1893
- A Female Study
1894
- The Lady of Shalott Looking at Lancelot
1894
- Ophelia
1894
- The Shrine
1895
- Saint Cecilia
1895
- Pandora
1896
- Hylas and the Nymphs
1896
- Juliet
1898

### 1900
- The Siren
 c. 1900
- Destiny
1900
- The Lady Clare
1900
- Nymphs Finding the Head of Orpheus
1900
- The Mermaid
1901
- The Crystal Ball
1902
- The Missal
1902
- Windflowers
1902
- Boreas
1903
- Echo and Narcissus
1903
- Psyche Opening the Golden Box
1903
- Psyche Opening the Door into Cupid's Garden
1904
- Lamia
(version 1)
1905
- Jason and Medea
1907
- The Bouquet
(a study)
1908
- Gather Ye Rosebuds or Ophelia (a study)
circa 1908
- Gather Ye Rosebuds While Ye May...
1908
- The Soul of the Rose or My Sweet Rose
1908
- Gather Ye Rosebuds While Ye May
1909
- Lamia
(version 2)
1909
- Thisbe
1909

### 1910
- Ophelia
1910
- Spring Spreads One Green Lap of Flowers
1910
- The Charmer
1911
- Penelope and the Suitors
1912
- The Annunciation
1914
- Dante and Matilda (study) (formerly called „Dante and Beatrice“)
c. 1914 – 17
- Matilda
 c. 1915
- I am half-sick of shadows, said the Lady of Shalott
1916
- A Tale from the Decameron
1916
- Miranda -- The Tempest
1916
- Tristan and Isolde
1916